# Ocean Beach Railway
| Ocean Beach Railway                         | Ocean Beach Railway |
| ------------------------------------------- | ------------------- |
| Dampflokomotive A67 der Ocean Beach Railway |                     |
| Streckenlänge:                              | 0,5 km              |
| Spurweite:                                  | 1067 mm (Kapspur)   |
|                                             |                     |

Die Ocean Beach Railway (OBR) ist eine Museumseisenbahn in Dunedin, an der Südostküste der Südinsel von Neuseeland.
Der Otago-Zweig der Betreibergesellschaft New Zealand Railway and Locomotive Society, später Otago Railway and Locomotive Society, war bei seiner Gründung im Jahr 1960 die erste Gesellschaft in Neuseeland, die sich eine historische Dampflokomotive mit dem Ziel anschaffte, sie als Museumslokomotive zu betreiben. 1963 wurde dann von ihr die erste neuseeländische Museumsbahn mit Personenverkehr in Betrieb genommen.

## Lage
Die Ocean Beach Railway verläuft am Ocean Beach parallel zum Strand vom John Wilson Drive in Saint Kilda zur Muana Rua Road am Sportplatz schräg gegenüber vom Forbury Park Raceway. Die Strecke verläuft in der Nähe der ehemaligen Ocean Beach Branch, aber nicht auf derselben Trasse.

## Geschichte
S. A. Rockliff und einige Mitglieder der Niederlassung der New Zealand Railway and Locomotive Society in Otago boten bei einer Versteigerung des Otago Harbour Board 20 NZD auf eine kleine 9 t Fowler 0-4-0T Tenderlokomotive mit der Herstellernummer No 15912 aus dem Jahr 1921, die vom Public Works Department als deren No 540 verwendet worden war. Das Gebot war erfolgreich, wodurch diese Lok die erste Museumslok Neuseelands wurde. Ihr Lokomotivpfeife erklang zum ersten Mal im August 1961 auf dem Gelände des ehemaligen Bahnhofs Ocean Beach.
Der Ocean Beach Domain Board erlaubte, etwa 60 m Schienen im Kettle Park entlang des Grundstücks des Modellingenieursclubs von Saint Kilda zu verlegen. Vom Dunedin City Council erhielt die Gesellschaft überzählige Schmalspurbahnschienen. Der Personenverkehr begann in der Festivalwoche von 1963 mit der PWD 540 und einem zweiachsigen Hochbordwagen, mit dem etwa 2.700 Passagiere befördert wurden. Die Bahnlinie wurde daraufhin auf der Trasse der Dunedin Peninsula and Ocean Beach Railway bis Saint Clair verlängert.
Im Laufe der folgenden Jahre verlängerte die Ocean Beach Railway ihre eigene Bahnlinie und vergrößerte ihre Sammlung mit anderen Lokomotiven, die sie von Milburn Lime & Cement, dem Otago Harbour Board sowie McDonalds Lime und anderen erwarb oder gespendet bekam. Weitere Fahrzeuge, wie historische Personen- und Güterwagen, wurden von der New Zealand Railways (NZR) erworben, einschließlich der Überreste von zwei Wagen der Dunedin & Port Chalmers Railway. Ein Lokschuppen und später eine Wagenremise wurden gebaut und durch einen vandalensicheren 2,45 m (8 Fuß) hohen Zaun abgesichert.

## Auflistung der Lokomotiven
| Nummer Traffic Monitoring System Nr. | Hersteller        | Seriennummer | Baujahr | Erwerb durch OBR | Beschreibung und Geschichte |
| ------------------------------------ | ----------------- | ------------ | ------- | ---------------- | --- |
| A 66                                 | Dübs & Co.        | 648          | 1873    | 1973             | 1875 durch die NZR in Betrieb genommene Dampflok. 1904 an die NZ Pine Company in Colac Bay verkauft. Im selben Jahr and Dunedin City Gas Works weiterverkauft. Bis 1949 im Einsatz, als sie in Dunedin neben Josephine, einer NZR E-Klasse mit der Nummer E 175 aus dem Jahr 1872 vor dem Otago Early Settlers Museum aufgestellt wurde. 1973 wurde sie von der Ocean Beach Railway erworben und eingelagert. Von 1982 bis zu einem Brand im Jahr 1988 an das Caenarvon Restaurant vermietet. Die 'A' erhielt eine kosmetische Restaurierung und wurde dann in Middlemarch ausgestellt. Im Jahr 2000 wurde sie an die Waimea Plains Railway abgegeben und wird dort generalüberholt. |
| A 67                                 | Dübs & Co.        | 647          | 1873    | 1967             | 1873 durch die NZR in Betrieb genommene Dampflok. 1891 an die Hokonui Coal Company verkauft. 1892 durch NZR zurückgekauft. 1896 an Lovells Flat Coal Company verkauft. 1906 an die Real MacKay Company in Milton verkauft, dann 1907 an die Bruce Bay Coal Co. und 1921 an Milburn Lime & Cement. 1967 von der Ocean Beach Railway erworben und in betriebsfähigen Zustand versetzt. 1994 für die Generalüberholung außer Betrieb genommen. Einbau einer Westinghouse-Bremse und gleichen Jahr wieder in Betrieb genommen. Im September 1995 nahm die Lok am Waipara Vintage Festival der Weka Pass Railway teil. Im Oktober für weitere Überholungsarbeiten außer Betrieb genommen, die im Februar 1998 abgeschlossen wurden. Im Oktober 2006 nahm die Lok an der 100-Jahr-Feier des Bahnhofs Dunedin teil. Die 'A' wird derzeit einer zehnjährigen Überholung unterzogen. |
| D 6                                  | Neilson & Co.     | 2564         | 1880    | 1965             | 1880 durch die NZR in Betrieb genommene Dampflok. 1917 an Taratu Coal in Lovells Flat verkauft und 1940 an McDonalds Lime in Oamaru weiterverkauft. Von McDonalds bis 1965 genutzt und dann an die Ocean Beach Railway verkauft. Derzeit renovierungsbedürftig. |
| DS 203 59                            | Drewry            | 2527         | 1955    | Nov. 1982        | Im Mai 1955 durch die NZR in Betrieb genommene Dampflok. Im November 1982 an die Ocean Beach Railwav verkauft. Die Lok wurde dann schwarz und kastanienbraun lackiert. 2005 zur Überholung außer Betrieb genommen, als die DSA 549 erworben wurde. Die Überholung begann am 29. März 2014. |
| DSA 252 549                          | Hunslet           | 4530         | 1954    | 5. Feb. 2005     | Im November 1954 durch die NZR in Betrieb genommene Dampflok. 1978 als DSA 549 umnummeriert. Im September 1982 außer Betrieb genommen und an die PPCS (heute Silver Fern Farms) für deren Burnside Freezing Works verkauft. Im Februar 2005 an die Ocean Beach Railway verliehen unter der Voraussetzung, dass sie zurückgegeben würde, falls sie wieder benötigt wird. Betriebsbereit. |
| DSA 256 592                          | Hunslet           | 4534         | 1954    | 2000             | 1955 durch die NZR in Betrieb genommene Dampflok. 1978 als DSA 592 umnummeriert. 1980 außer Betrieb genommen und „International Orange“ lackiert. 1986 außer Betrieb genommen. Am 29. Januar 1981 wieder in Betrieb genommen. Im gleichen Monat an das Fiordland Vintage Machinery Museum für die in Planung befindliche Bahnlinie bei Te Anau veräußert. Die Lok wurde privat erworben und bei der Ocean Beach Railway eingelagert und später von dieser erworben. |
|                                      | Dübs & Co.        | 1233         | 1879    | 1966             | 1879 durch die NZR in Betrieb genommene Dampflok. Am 18. Juli 1934 außer Betrieb genommen und an den Oamaru Harbour Board verkauft. Im März 1966 an die Ocean Beach Railway verkauft und 1975 in betriebsfähigen Zustand versetzt. 1985 für die 10 Jahresüberholung außer Betrieb genommen. Im gleichen Jahr wurde der Kessel für schrottreif erklärt. 2007 wurde die Überholung wieder angefangen. Die Lok wird inzwischen Rob Roy genannt. |
| F 150                                | Dübs & Co.        | 1371         | 1880    | 1974             | 1882 durch die NZR in Betrieb genommene Dampflok. Im Januar 1958 außer Betrieb genommen. Bis 1961 eingelagert, als sie bis 1974 in einem Park in Invercargill ausgestellt wurde. Im gleichen Jahr an die Ocean Beach Railway verkauft und überdacht eingelagert. 1986 vermietete die Ocean Beach Railway die F 150 an die Ashburton Railway & Preservation Society für die gelegentliche Restaurierung für das The Plains Vintage Railway & Historical Museum, die kurz danach begann. Die Restaurierung wurde wegen dringlicherer Arbeiten an der A 64, einer K 88 der NZR K-Klasse von 1877 und der TR 119 unterbrochen. |
| Kerr Stuart 4185                     | Kerr Stuart       | 4185         | 1929    | 1960             | 1929 für Kempthorne Prosser gebaute Dampflok. Sie wurde von der Ocean Beach Railway erworben und in einen betriebsfähigen Zustand versetzt. 1994 zur Generalüberholung außer Betrieb genommen. Mit einer Westinghouse-Bremse ausgestattet seit 13. Mai 1995 wieder in Betrieb. Im September 1995 nahm sie am Waipara Vintage Festival der Weka Pass Railway teil. In den 2000er Jahren wurde sie bis 2007 überholt. Am 21. April 2014 zum Ersatz einiger Rohre außer Betrieb genommen, aber inzwischen wieder in Betrieb. Betriebsbereit. |
| Price 185                            | A & G Price       | 185          | 1958    | Dez. 1993        | Für Alliance Meats für deren Lorneville Freezing Works gebaute Diesellok. Von der Ocean Beach Railway im Dezember 1993 erworben und derzeit in einem betriebsfähigen aber restaurierungsbedürftigen Zustand. |
| PWD 540                              | John Fowler & Co. | 15912        | 1921    | 1960             | 1921 für das Public Works Department gebaute Dampflok. 1951 an das Otago Harbour Board verkauft. 1960 durch die Ocean Beach Railway erworben und in betriebsfähigen Zustand versetzt. 1963 wieder in Betrieb genommen. Im September 2014 war sie in einem renovierungsbedürftigen Zustand. Es handelt sich hierbei um die erste Museumslok von Neuseeland. |
| TR 81 309                            | Drewry            | 2097         | 1939    | 1988             | 1939 für den Ohai Railway Board gebaute Diesellok. Im November 1955 an die NZR verkauft und als TR 81 reklassifiziert. Generalüberholt im Februar 1969. 1978 als TR 309 neu nummeriert. An die Ocean Beach Railway verkauft und von dieser in die Farbgebung des Ohai Railway Board versetzt. Betriebsbereit. |
| Traills Tractor                      | A&T Burt.         | 126          | 1926    | 1997             | Für Milburn Cement gebauter Dieseltraktor auf Schienenrädern. Bis 1997 in einem Kindergarten ausgestellt und dann von der Ocean Beach Railway erworben und eingelagert. |

## Wagen
Die Ocean Beach Railway hat mehrere historische Eisenbahnwagen:
- A 193 und A 210, zwei 13 m (43 Fuß) lange Personenwagen, die 1883 und 1886 in den Addington Workshops gebaut wurden.
- A 529, ein 12,5 m (41 Fuß) langer sogenannter 'Vogelbauer'-Wagen, der 1897 bei built in den Addington Workshops gebaut wurde und 1904 in einen Ministerialwagen umgebaut wurde, bevor er 1939 in den EA 1564, den South Island Plumbers and Fitters Coach umgebaut wurde.
- AF 874, ein 14,5 m (47 Fuß 6 Zoll) langer 'Carvan' oder kombinierter Güter- und Personenwagen mit Schaffnerabteil.
- D 139, ein 6,5 m (21 Fuß 6 Zoll) langer zweiachsiger Personenwagen, der 1877 bei Hyslops in Dunedin gebaut wurde.

Die Ocean Beach Railway ist unter anderem für ihren Enthusiasmus bei der Restaurierung von Güterwagen bekannt. Das Museum besitzt beispielsweise den handbetriebenen 5 t Ransome & Rapier Kran Nr. 287 von 1874. Außerdem besitzt das Museum die Rahmen von zwei ehemaligen Dunedin & Port Chalmers Railway Company Fahrzeugen, von denen nicht ganz sicher ist, ob sie zu Güter oder Personenwagen gehörten.

## Betrieb
Die Ocean Beach Railway fährt an den Wochenenden vom Labour-Wochenende im Oktober bis zum ANZAC-Wochenende im April entweder mit Dampf- oder Dieselloks. Die Lokomotiven TR 81, Kerr Stuart 4185 und DSA 252 sind betriebsbereit, während die A67 generalüberholt wird. Die Überholungsarbeiten finden meist samstags statt, wobei Besucher willkommen sind, die Werkstätten und Renovierungsarbeiten anzuschauen.